# Мглистые горы
Мглистые горы (англ. The Misty Mountains; иначе Туманные горы) — в легендариуме Дж. Р. Р. Толкина самый большой горный хребет в Средиземье.

## История

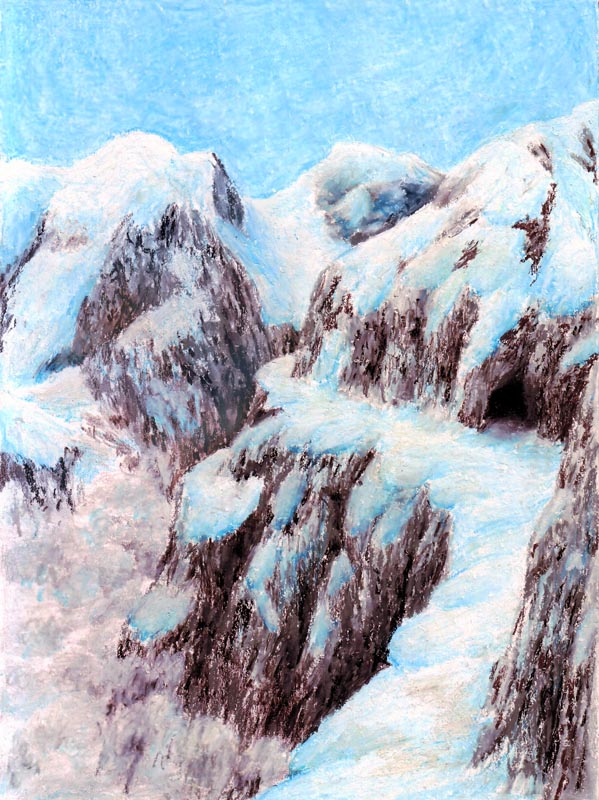
Кирит Форн-эн-Андраф (иллюстрация Матея Кадиля)

Мглистые горы были сотворены в Древние Дни Мелькором, желавшим во что бы то ни стало помешать Оромэ, который часто приезжал в Средиземье поохотиться. В то время они были намного выше, чем во дни Войны Кольца, и внушали гораздо более сильный страх своим видом.
Первый проход через Мглистые горы — Высокий Проход, также называемый Проходом Имладриса или Кирит Форн-эн-Андраф, — был сотворён Оромэ ещё до начала Первой Эпохи для того, чтобы помочь идущим в Валинор эльфам-Эльдар перейти через горы. 
Впоследствии Высоким Проходом воспользовались гномы при прокладке своих торговых путей — Великого Восточного Тракта и дороги Мен-и-Наугрим через Лихолесье. На самом деле в этом месте существовало два прохода: нижний проход был в конечном счёте заблокирован орками, поэтому большинство путешественников пользовались верхним проходом, где можно было в меньшей степени опасаться нападений орков.

## Наиболее известные вершины
- Келебдил (на кхуздуле — Зирак-зигиль), Карадрас (Баразинбар) и Фануидол (Бундушатур) — расположенная в центральной части горного массива группа из трёх вершин, непосредственно под которыми находится основная часть подземелий Казад-Дума.
- Гундабад — вершина, расположенная в северо-восточной части Мглистых гор. В её пещерах располагается главная орочья цитадель Севера.

## Обитатели
Первыми и исконными обитателями Мглистых гор (точнее, подземной пещерной системы, располагавшейся под ними) являлись гномы из племени Дурина, основателя легендарного королевства Казад-Дум. Однако после того, как в процессе разработки мифриловых залежей гномы ненароком освободили скрывавшегося в корнях гор балрога, чудом уцелевшего после разгрома и изгнания Моргота, им пришлось оставить своё обиталище под горами и бежать. Вследствие этого спустя некоторое время в опустевших пещерах Мории поселились орки (гоблины), переселившиеся из более северных Серых гор. Таким образом, во времена, описываемые в книге «Властелин Колец» (то есть в Третью Эпоху), Мглистые горы представляли собой пристанище орков и троллей.
В повести «Хоббит, или Туда и Обратно» упоминаются ещё две группы обитателей Мглистых гор — каменные великаны, а также слуги Манвэ — гигантские орлы, которые селились на недоступных прочим живым существам вершинах гор.
Во Мглистых горах берут начало многие реки Средиземья, в частности — Андуин, Бруинен, Митейтель и Энтова Купель.

## Концепция и создание
Образ Мглистых гор взят из песни «Поездка Скирнира» в «Старшей Эдде», в которой упоминаются «туманные горы, где живут племена орков».